# Обущарят чичо Спас магарето и Тошко
„Обущарят чичо Спас, магарето и Тошко“ е български 8-сериен телевизионен игрален филм (детски) от 1980 година на режисьора Станко Петров, по сценарий на Станко Петров, Кольо Дончев и Лариса Владимирова. Музиката е на Иван Игнев и Димитър Николов.
Автори на пените са Христо Авксентиев и Методи Христов. Изпълнител на песните Георги Жеков.

## Серии
- 1. серия – „Обущарят чичо Спас“
- 2. серия – „Магарето Мерцедес“
- 3. серия – „Таласъмите“
- 4. серия – „Помагай на ближния си!“
- 5. серия – „Вила Флорида“
- 6. серия – „Старият орех“
- 7. серия – „Кармен“
- 8. серия – „Принцът и просякът“

## Сюжет
София в началото на 80-те години на ХХ век. Тошко е ученик в прогимназията. Баща му напуска семейството заради млада любовница, а майка му дава нощни дежурства в болницата. Лятната ваканция току-що е започнала, но Тошко, вместо да играе навън, трябва да се грижи за малката си сестричка Малинка. Когато има възможност, момчето посещава своя приятел - обущаря чичо Спас. Той е добър и честен човек. Тошко споделя с него своите проблеми и голямото си желание - един ден да отиде на море. След скандал с мързеливия и бюрократичен началник, чичо Спас напуска обущарницата, предлага на Тошко да оставят сестричката при съпругата му и двамата поемат към морето...

## Актьорски състав
| Роля                                                 | Изпълнител             |
| ---------------------------------------------------- | ---------------------- |
| обущарят чичо Спас (в 8 серии: от I до VIII вкл.)    | Александър Тончев      |
| Тошко (в 8 серии: от I до VIII вкл.)                 | Тошо Недялков          |
| (в 8 серии: от I до VIII вкл.)                       | Георги Жеков           |
| бракониер (в 8 серии: от I до VIII вкл.)             | Божидар Лечев          |
| (в 8 серии: от I до VIII вкл.)                       | Стефан Пеев            |
| (в 3 серии: I, II, VIII)                             | Миглена Данчева        |
| (в 3 серии: I, II, VIII)                             | Илия Чакъров           |
| (в 3 серии: I, II, VIII)                             | Асен Коцев             |
| бащата на Тошко (в 2 серии: I, VIII)                 | Александър Притуп      |
| (в 1 серия: I)                                       | Лидия Райчева          |
| (в 1 серия: I)                                       | Александър Бетов       |
| (в 2 серии: I, VIII)                                 | Георги Станойков       |
| (в 1 серия: I)                                       | Ана Ивкова             |
| (в 1 серия: I)                                       | Радка Рачкова          |
| шофьорът на волгата (в 1 серия: I)                   | Димитър Милушев        |
| продавачът на магарето (в 1 серия: II)               | Димитър Миланов        |
| (в 2 серии: II, VIII)                                | Дора Златанова         |
| (в 1 серия: II)                                      | Калоян Цанов           |
| (в 1 серия: II)                                      | Николай Мандулов       |
| (в 1 серия: II)                                      | Румяна Крънчева        |
| (в 1 серия: II)                                      | Атанас Мирчев          |
| Шарл, френския студент (в 1 серия: III)              | Андраш Кончалиев       |
| Сузана, френската студентка(в 1 серия: III)          | Йоланта Данчева        |
| (в 1 серия: III)                                     | Иван Бързев            |
| (в 1 серия: III)                                     | Антон Антонов          |
| (в 1 серия: III)                                     | Чавдар Гергов          |
| (в 1 серия: III)                                     | Димитър Милев          |
| (в 1 серия: III)                                     | Любомир Миладинов      |
| (в 1 серия: III)                                     | Тодор Иванов           |
| бай Вичо (в 1 серия: IV)                             | Атанас Воденичаров     |
| (в 1 серия: IV)                                      | Душко Пеев             |
| кака Мара (в 1 серия: IV)                            | Пенка Цицелкова        |
| (в 1 серия: IV)                                      | Юрий Савчев            |
| (в 1 серия: IV)                                      | Стефан Николов         |
| (в 1 серия: IV)                                      | Върбан Нешев           |
| бай Цеко (в 1 серия: V)                              | Георги Кишкилов        |
| Неда (в 1 серия: V)                                  | Нели Петрова           |
| Станимир - „Мирчо“, зетят на „Графа“ (в 1 серия: VI) | Веселин Вълков         |
| Жужа, жената на „Графа“(в 1 серия: VI)               | Кина Мутафова          |
| Кръстьо „Графа“ Мирчович, шивачът (в 1 серия: VI)    | Евстати Стратев        |
| (в 1 серия: VI)                                      | Георги Ставрев         |
| мъжът при шивача (в 1 серия: VI)                     | Стефан Костов          |
| дъщерята на „Графа“ (в 1 серия: VI)                  | Милена Стоянова        |
| (в 1 серия: VI)                                      | Ангел Иванов           |
| (в 1 серия: VII)                                     | Николай Начков         |
| (в 1 серия: VII)                                     | Стойко Манов           |
| (в 1 серия: VII)                                     | Николай Пашов          |
| (в 1 серия: VII)                                     | Никола Дачев           |
| (в 1 серия: VII)                                     | Цветана Янакиева       |
| (в 1 серия: VII)                                     | Елена Пеева            |
| (в 1 серия: VII)                                     | Красимира Дерменджиева |
| момиченцето от къмпинга (в 1 серия: VII)             | Албена Чакърова        |
| (в 1 серия: VII)                                     | Любомир Игнев          |
| (в 1 серия: VII)                                     | Светлана Българанова   |
| (в 1 серия: VII)                                     | Коста Петров           |
| (в 1 серия: VIII)                                    | Стела Якова            |
| операторът на филма Коджабалканов (в 1 серия: VIII)  | Кольо Дончев           |
| (в 1 серия: VIII)                                    | Лариса Владимирова     |
| (в 1 серия: VIII)                                    | Любен Отов             |
| (в 1 серия: VIII)                                    | Братан Шуреков         |
| (в 1 серия: VIII)                                    | Мария Димчевска        |
| режисьорът на филма Мулетаров (в 1 серия: VIII)      | Стефан Илиев           |